# Larvierte Depression
Die larvierte Depression ist eine Sonderform (ein Subtyp) einer depressiven Störung. Sie wird auch somatisierte Depression oder maskierte Depression genannt. Im Vordergrund stehen körperliche Symptome. Die Depression wird im Körper erlebt („vitalisiert“). Es finden sich Kopfschmerzen, Schwindel, Rückenschmerzen, Atembeschwerden, Herzbeschwerden, Magen-Darm-Beschwerden, Unterleibsbeschwerden zusammen mit den typischerweise auftretenden Symptomen von Appetitlosigkeit mit Gewichtsverlust, Schlafstörungen und Vitalstörungen.
Die Erkrankten suchen in der Regel zuerst einen Allgemeinarzt auf. Auf Grund des vordergründig körperlichen Beschwerdebildes kann es zu ärztlichen Fehldiagnosen kommen.
Die Diagnose der larvierten Depression fand in den 1970er und 1980er Jahren große Beachtung und weite Verbreitung. Heute spielt die Diagnose wissenschaftlich und klinisch keine Rolle mehr. Die heutigen Diagnosen für diese Patientengruppe betonen wieder stärker die körperlichen Beschwerden. Früher als „larviert depressiv“ diagnostizierte Patienten erhalten nach ICD-10 heute überwiegend folgende Diagnosen: Somatisierungsstörung, psychosomatische Störung, dissoziative Störung, hypochondrische Störung oder Neurasthenie.